# Agility

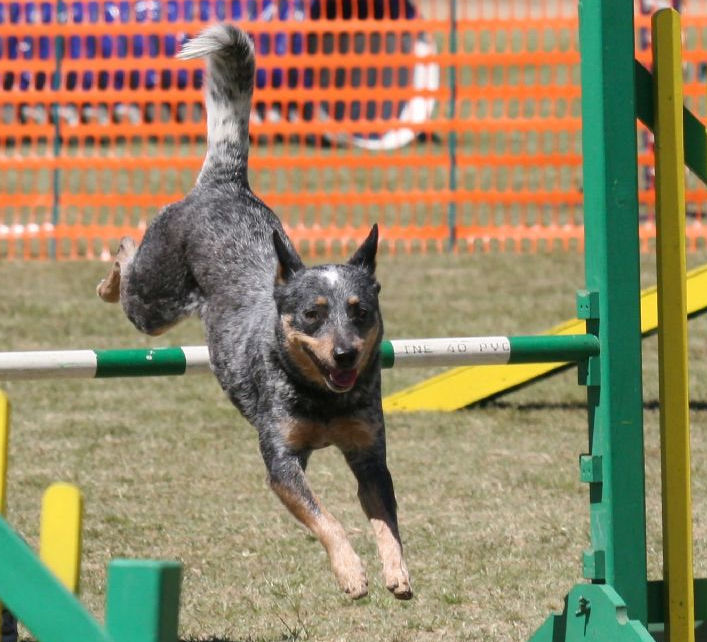
Australský honácký pes při agility

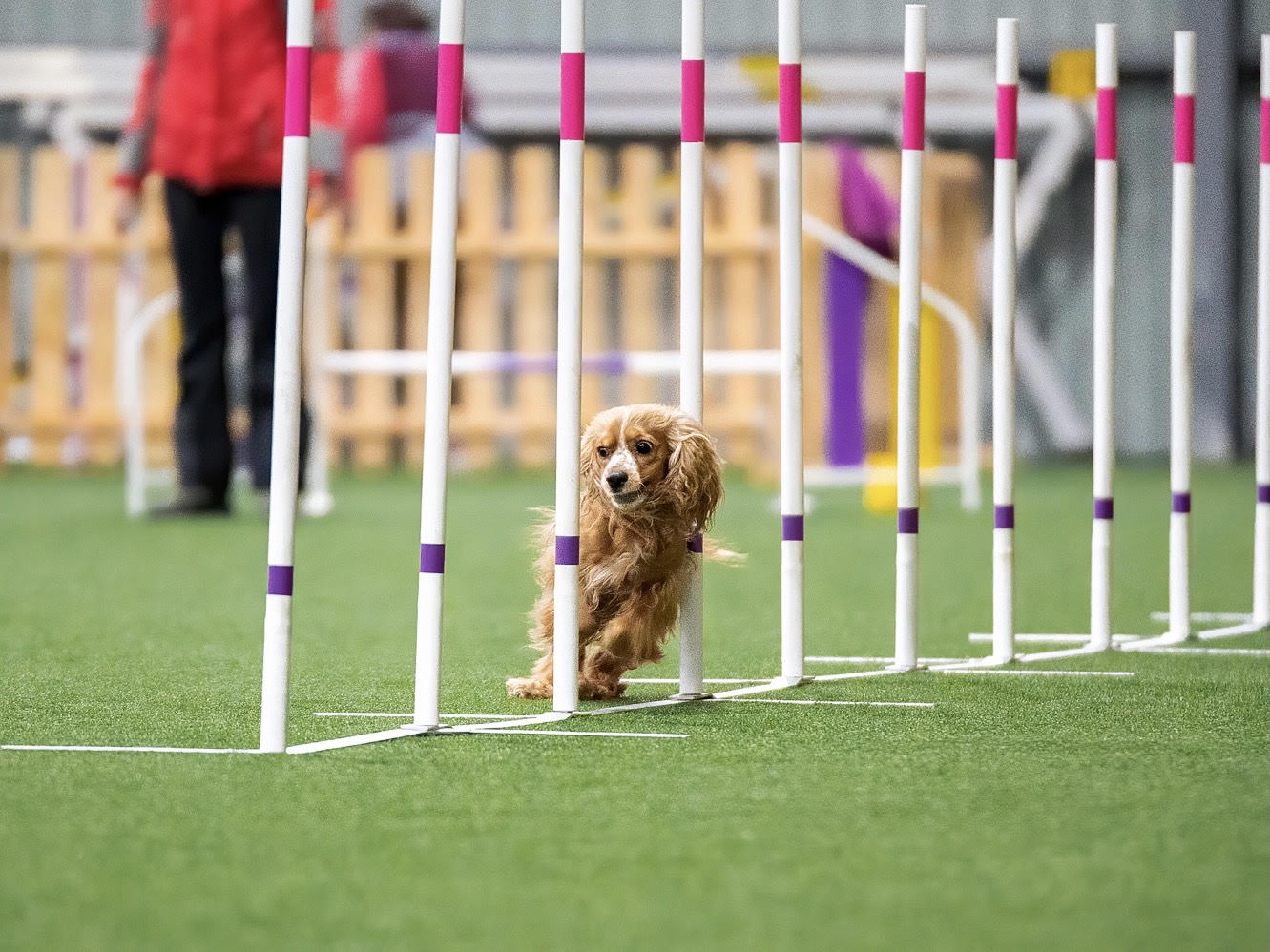
Kokršpaněl ve slalom

Agility (anglicky hbitost) je sport se psy podobný koňskému parkuru. Vznikl okolo roku 1978 v Anglii a  jde o sport, ve kterém jde o přesnost a rychlost . Jednotlivé dráhy se liší.

## Popis
Agility může dělat úplně každý s jakýmkoliv psem.[zdroj?] Samozřejmě některá plemena se na agility hodí víc, jako např. border kolie, sheltie nebo australský ovčák. Závodí i různí kříženci. Na mistrovství světa v agility mohou jenom psi s průkazem původu, psi bez průkazu původu na mistrovství světa nesmí.
Cílem je, aby pán se svým psem překonal trať s překážkami ve správném směru a pořadí, bez chyb a v co nejlepším čase.
Je to pro psy jedna z nejpřirozenějších aktivit – pes ve smečce (společně se svým pánem) spolupracuje při překonávání překážek v honbě za kořistí. Kořistí se stává pamlsek či hračka a pochvala na konci každého parkuru. Je to sport, který prospívá fyzické kondici psa i psovoda a velmi dobře upevňuje vztahy mezi psem a pánem. Kromě toho je každý trénink i závod výbornou příležitostí pro socializaci psa – jinými slovy pes se v tomto prostředí naučí stýkat s ostatními psy i lidmi, zvykne si na ně, ztratí strach a tím se eliminuje jeho agresivita z tohoto strachu plynoucí.

## Pravidla

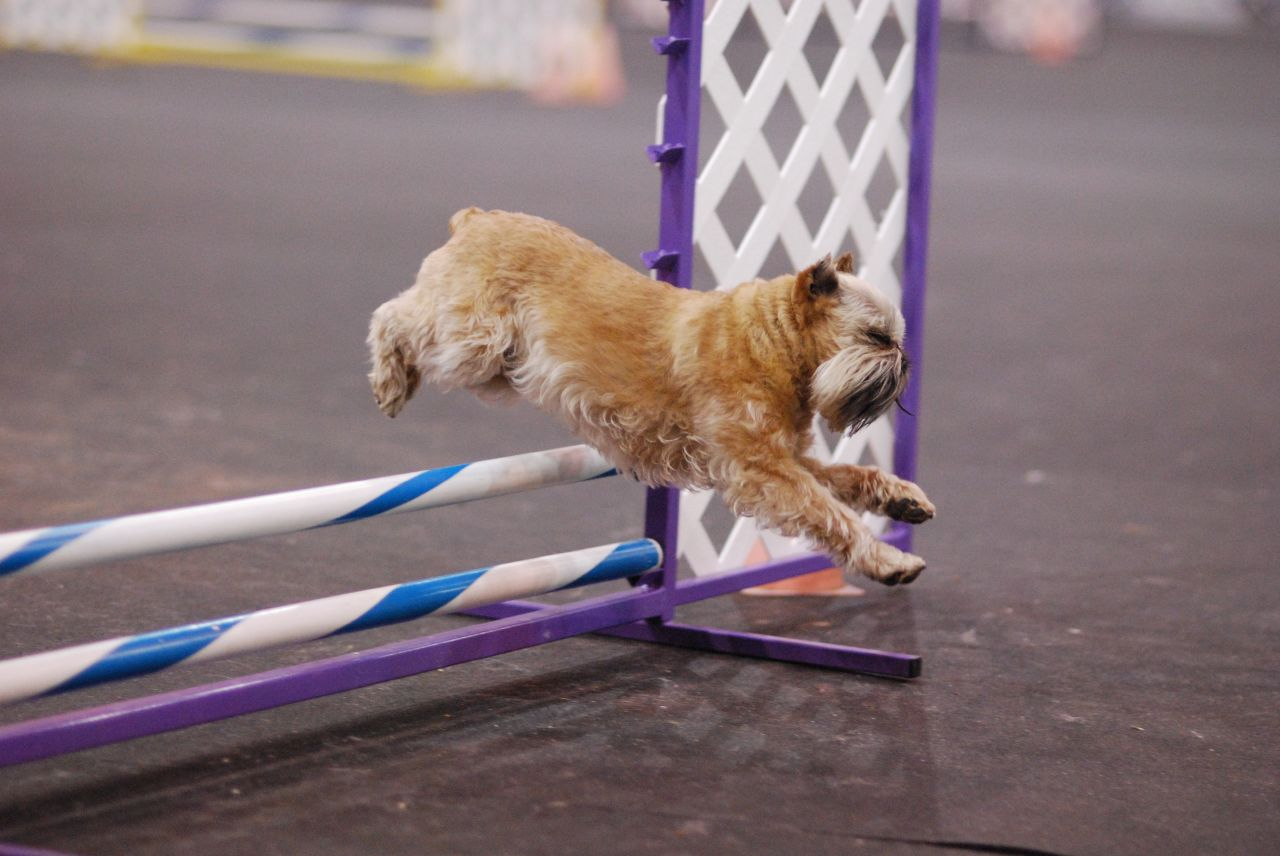
Agility se mohou účastnit i malá plemena jako jsou belgičtí grifonci

Překážky na trati se dělí do tří skupin – skokové, zónové a ostatní. Mezi skokové překážky řadíme jednoduché nebo dvojité skokové překážky, skok daleký, zeď nebo viadukt a kruh. Mezi zónové patří kladina, áčko a houpačka, do ostatních spadají tunely pevné, látkové a slalom.
V optimálním případě překonává závodní tým (psovod a pes) parkur bez penalizace a v čase kratším, než je standardní. Důvody k penalizaci mohou být v zásadě tři – chyba, odmítnutí nebo překročení standardního času.

### Chyby
Za každou dále uvedenou chybu tým obdrží pět trestných bodů. Za chybu se považuje shození laťky u skokových překážek, shození části zdi, odraz od překážky u skoku dalekého, minutí branky ve slalomu (s výjimkou první), nedošlápnutí psa do kontaktní zóny u zónových překážek, seskočení z houpačky dřív, než se dotkne země, kontakt se psem. 
Zvláštním druhem chyby je překročení tzv. standardního času. Pokud tým překonal parkur v čase horším než standardním, ale lepším než maximálním, potom je počet trestných bodů roven rozdílu mezi dosaženým časem a časem standardním. Čas týmu musí být měřen s přesností na setiny sekundy – čím dál obvyklejší je elektronická časomíra.
Za odmítnutí se považuje: jestliže pes zastaví před překážkou, jestliže se pes zastaví na trati, otočí se směrem od překážky, jestliže vyběhne (seskočí) z překážky nebo jestliže ji mine, jestliže proskočí mezi kruhem a jeho rámem, podběhne pod laťkou, jestliže pes strčí hlavu nebo tlapku do tunelu nebo otvoru viaduktu a vrátí ji zpět, pes, který přeskočí tunel nebo bočnici, pes, který proskočí skok daleký z boku, pes, který podběhne nebo přeskočí zónovou překážku. Pes obdrží pět trestných bodů za každé odmítnutí (za zastavení před překážkou, otočení se směrem od překážky a proběhnutí kolem překážky) pouze tehdy, je-li to na straně, ze které se má překážka správně překonávat. Odmítnutí musí být na rozdíl od chyby opraveno, jinak je tým diskvalifikován.
Počet chyb není omezen, maximální povolený počet odmítnutí je 2 na jeden běh.

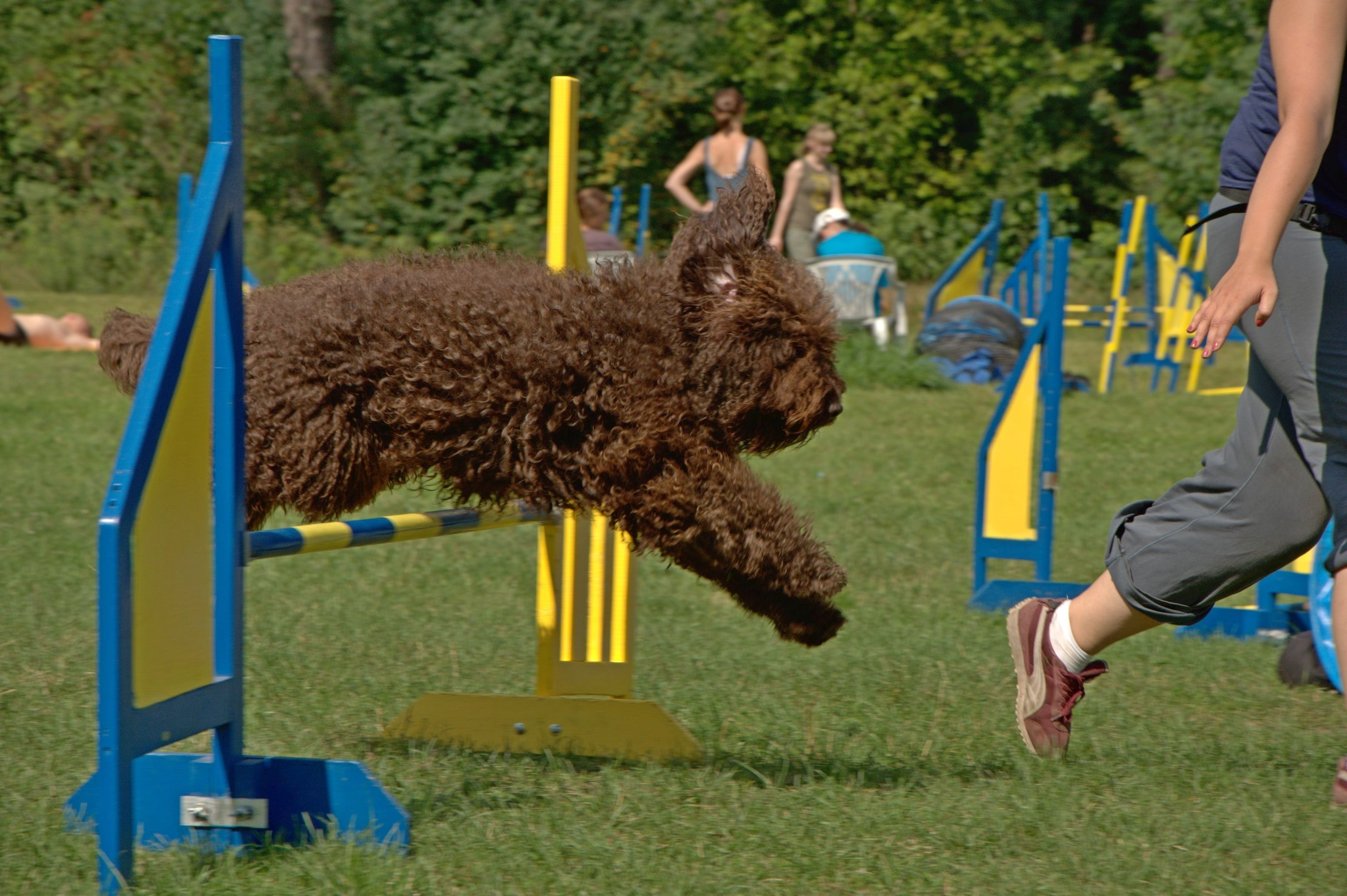
Barbet

### Porušení pravidel a penalizace
Pokud tým poruší pravidla závažnější způsobem, než chybou či odmítnutím, bývá v daném běhu diskvalifikován. Důvodem pro diskvalifikaci je zejména  překročení maximálního času (MCT), třetí odmítnutí, překonání nebo dotek překážky mimo pořadí, překonání překážky ve špatném směru, pokud psovod porazí/poruší nebo sám překoná překážku, drží něco v ruce, přeruší běh nebo psa vrátí na start po překročení startovní linie. Důvodem je také pokud má pes obojek, znečistí nebo opustí prostor parkuru, případně pokud pes není pod kontrolou psovoda. Také může dojít k diskvalifikaci za nesportovní chování, nevhodné chování vůči rozhodčímu či hrubé zacházení se psem. 
Po diskvalifikaci musí pes i psovod co nejrychleji opustit prostor parkuru, nerozhodne-li rozhodčí jinak. Diskvalifikace musí být rozhodčím jasně ohlášena (píšťalkou).

## Kategorie

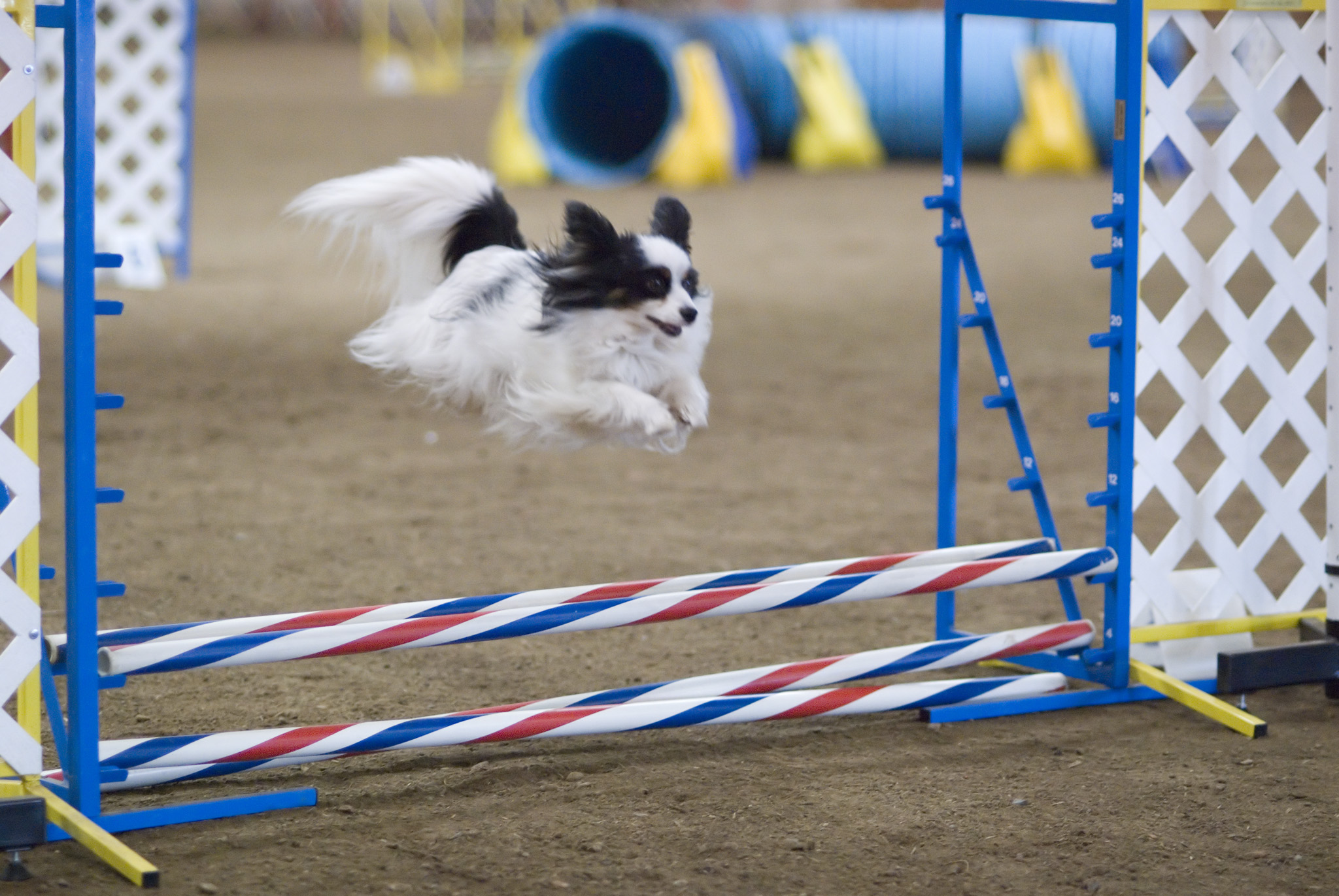
Papillon

Podle FCI tři velikostní kategorie a to small (psi do 34,99 cm KVH [kohoutkové velikosti]), medium (psi od 35 do 42,99 cm KVH) a large (od 43 cm a výše). A podle nich je stanovena i výška překážek. To se také dodržuje na mezinárodních soutěží (typu MS, EO, EOJ). V České republice máme 5 velikostních kategorií. XS (extra small, méně než 28 cm), S (small, méně než 35 cm), M (medium, od 35 cm a méně než 43 cm), ML (mini large, od 43 cm a méně než 50 cm), L (large, více než 50 cm). Psovodi, jejichž psi svoji výškou spadají do kategorií Extra small (XS), respektive Mini large (ML), si mohou na každých závodech vybrat, zda chtějí závodit v kategorii Extra small nebo Small, respektive Mini large nebo Large. V rámci jedněch závodů však mohou (stejně jako psi z ostatních velikostních kategorií) na národních závodech závodit pouze v jedné z těchto kategorií.
- Týmy v agility jsou rozděleny do tří skupin podle výkonnosti – A1 (začátečníci), A2 (pokročilí) a A3 (profesionálové).
- K zařazení týmu do kategorií slouží zkoušky.
- Každý nový tým je automaticky zařazen do kategorie A1. Má-li pes nového psovoda a s prvním získal titul A3Championa, má nový psovod možnost přestoupit automaticky do kategorie A2.
- Pokud tým absolvuje úspěšně 3 zkoušky kategorie A1, má právo postoupit do kategorie A2. Toto právo se mění v povinnost po uplynutí 1 roku ode dne složení třetí zkoušky A1.
- Pokud tým složí 5 zkoušek kategorie A2 bez trestných bodů, s umístěním do 3. místa, u alespoň 2 rozhodčích, má právo postoupit do A3.
- Tým může v A3 setrvat, nebo sestoupit zpět do A2 dle svého uvážení. Do A3 může postoupit opět po složení postupových zkoušek.
- Pokud tým splní předepsané podmínky v A3 tři roky po sobě, získává pes titul A3Ch, který je mu udělen doživotně.
- Podmínky zkoušek jsou stanoveny v Soutěžním řádu.

Česko patří ke světovým velmocem v tomto sportu.[zdroj⁠?!] Za otce agility v Česku bývá považován Radko Loučka, nejznámější Češkou v agility je Adéla Králová, která v roce 2006 přispěla na Mistrovství světa k prvnímu místu v kategorii týmů small a 2007 vyhrála jako čtrnáctiletá Mistrovství světa v kategorii jednotlivců S mezi dospělými. Dalšími světoznámou[zdroj?] osobností českého agility je například Aneta Obrusníková, která v roce 2023 vyhrála MS se svoji fenkou plemene Mudi ve velikostní kategorii Medium. Další osobnosti jsou například Martina Magnoli Klimešová, Lucie Glejdurová, Tereza Králová Alena Divišová, Denisa Lajmarová a Olga Edrová.[zdroj?]